# アンジェーラ
アンジェーラ（イタリア語: Angera）は、イタリア共和国ロンバルディア州ヴァレーゼ県にある、人口約5,400人の基礎自治体（コムーネ）。

## 地理

### 位置・広がり

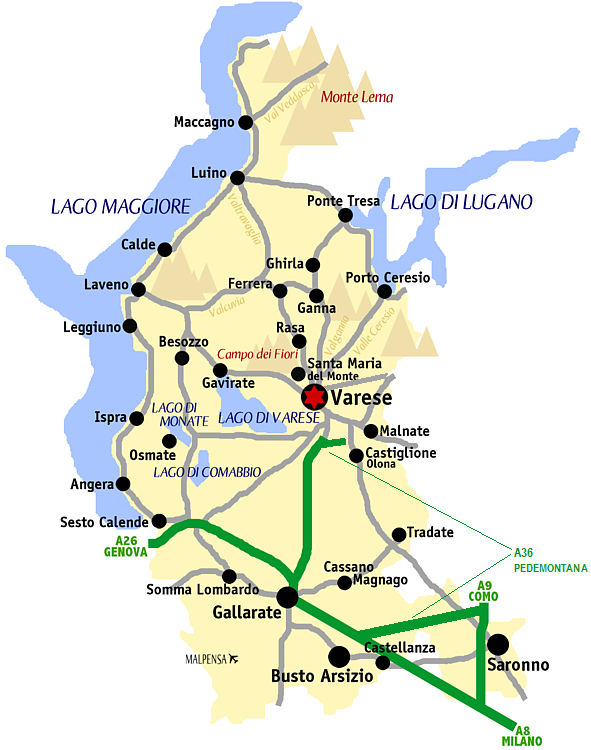
ヴァレーゼ県概略図

#### 隣接コムーネ
隣接するコムーネは以下の通り。括弧内のNOはノヴァーラ県所属。
- アローナ (NO)
- カドレッツァーテ・コン・オズマーテ (カドレッツァーテ)
- ドルメッレット (NO)
- イスプラ
- メイナ (NO)
- ランコ
- セスト・カレンデ
- タイーノ

### 地震分類
イタリアの地震リスク階級 (it) では、4 に分類される
。

## 姉妹都市
- ヴィヴィエ、フランス